# Conferenza degli organi specializzati in affari comunitari
La  Conferenza degli organi specializzati in affari comunitari (COSAC) (in francese, Conférence des organes spécialisés dans les affaires communautaires) è l'ambito di cooperazione tra le commissioni dei parlamenti nazionali dell'Unione europea e del Parlamento europeo specializzate negli affari europei.
La COSAC fu creata nel 1989 in una riunione a Parigi, nel corso di una conferenza dei presidenti dei parlamenti nazionali degli Stati membri dell'allora Comunità economica europea, con lo scopo di avviare un lavoro concreto sulla formazione delle decisioni comunitarie, affidandone il compito ai rappresentanti delle proprie commissioni parlamentari per gli affari europei.
La COSAC si riunisce due volte all'anno, di norma presso il parlamento del paese che detiene la presidenza di turno dell'Unione europea. Ogni Stato membro vi partecipa con sei rappresentanti (nei paesi con organizzazione bicamerale, tre per ogni camera). I paesi in via di adesione vi partecipano con tre membri.
L'esistenza della COSAC fu riconosciuta in un protocollo allegato al trattato di Amsterdam, che la autorizzava a trasmettere alle istituzioni comunitarie tutti i contributi che reputasse utili.
Il Protocollo n.1 adottato a Lisbona all'art.10 prevede l'istituzione della Conferenza degli Organi Parlamentari Specializzati per gli Affari dell'Unione, che è un organo ad hoc a cui è attribuito lo specifico compito di sottoporre all'attenzione del Parlamento europeo, del Consiglio e della Commissione i contributi che ritiene utili e grazie a tale organo possono anche essere organizzate Conferenze interparlamentari su temi specifici. Tale nuova Conferenza promuove pure lo scambio di informazioni e buone prassi tra i Parlamenti nazionali ed il Parlamento europeo, e tra le loro commissioni specializzate. Questa diversa Conferenza, dunque, ricalca per certi aspetti le funzioni e i compiti della precedente COSAC.